# Emori Hiroko
Emori Hiroko (江森 浩子 sinh 27 tháng 1 năm 1961) là một nữ Seiyū làm việc tại Aoni Production.

## Sự nghiệp
- Armitage III vai Bronski
- BS Tantei Club: Yuki ni Kieta Kako vai Toshie và Sachi Tachibana
- Caroline the car  Engine & Friends]]
- Domain of Murder vai Keita Toyama
- Dragon Ball vai Chaozu và mẹ của Bulma
- Dragon Quest vai Minea
- G Gundam vai Gina
- Kabuki Klash vai Tsunade
- Cuốn từ điển kì bí vai Osugi
- Little Nemo: Adventures in Slumberland vai Oompy
- Marmalade Boy vai Chiyako
- Konjiki no Gash Bell!! vai Yopopo
- Pretty Soldier Sailor Moon S vai Hurdler (Daimon)
- Saint Seiya vai young Seiya và Kiki
- Samurai Aces và Sengoku Blade: Sengoku Ace Episode II vai Miko (Koyori)
- Slow Step vai Ayako Sawamura
- Valkyrie Profile & Valkyrie Profile: Lenneth vai Yumeru & Celia
- Ys IV: The Dawn of Ys vai Aria
- Nintama Rantarō vai Danzo Kato
- Ojarumaru vai Taruko
- One Piece vai Jora